# Svenska mästerskapen i längdskidåkning 1944
Svenska mästerskapen i längdskidåkning 1944  arrangeras i Boden den 5-12 mars.

## Medaljörer, resultat

### Herrar
| Gren              | Guld                                                            | Guld                                                            | Guld     | Silver          | Silver      | Silver   | Brons            | Brons       | Brons    |
| 15 km             | Nils Karlsson                                                   | IFK Mora                                                        | 1.03.38  | Manfred Sjödin  | Kramfors IF | 1.04.58  | Otto Högström    | Brännans IF | 1.06.18  |
| 30 km             | Nils Karlsson                                                   | IFK Mora                                                        | 2.08.25  | Elof Lundmark   | Holmsund    | 2.11.39  | Harald Eriksson  | IFK Umeå    | 2.11.46  |
| 50 km             | Nils Karlsson                                                   | IFK Mora                                                        | 3.15.16  | Gunnar Karlsson | IFK Umeå    | 3.22.22  | Anders Törnkvist | IFK Mora    | 3.22.30  |
| Stafett 3 x 10 km | IFK Umeå (Gunnar Karlsson, Harald Eriksson, Gösta Andersson)    | IFK Umeå (Gunnar Karlsson, Harald Eriksson, Gösta Andersson)    | 1.50.30  | Brännans IF     | Brännans IF | 1.51.26  | IFK Mora         | IFK Mora    | 1.51.28  |
| Lagtävling 15 km  | Kramfors IF (Manfred Sjödin, Ingvar Forsberg, Rudolf Bäckström) | Kramfors IF (Manfred Sjödin, Ingvar Forsberg, Rudolf Bäckström) | 3.20.43  | Brännans IF     | Brännans IF | 3.21.11  | IFK Umeå         | IFK Umeå    | 3.25.23  |
| Lagtävling 30 km  | IFK Umeå (Harald Eriksson, Gunnar Karlsson, Gösta Andersson)    | IFK Umeå (Harald Eriksson, Gunnar Karlsson, Gösta Andersson)    | 6.42.27  | IFK Mora        | IFK Mora    | 6.44.00  | Kramfors IF      | Kramfors IF | 6.44.40  |
| Lagtävling 50 km  | IFK Mora (Nils Karlsson, Anders Törnkvist, Gunnar Eriksson)     | IFK Mora (Nils Karlsson, Anders Törnkvist, Gunnar Eriksson)     | 10.06.57 | IFK Umeå        | IFK Umeå    | 10.16.53 | Kramfors IF      | Kramfors IF | 10.18.06 |

### Damer
| Gren             | Guld                                                     | Guld                                                     | Guld    | Silver        | Silver       | Silver  | Brons       | Brons      | Brons   |
| 10 km            | Margit Åsberg                                            | IF Friska Viljor                                         | 44.17   | Gudrun Sjölén | Selångers SK | 47.14   | Vera Åström | Edsbyns IF | 47.23   |
| Lagtävling 10 km | Edsbyns IF (Vera Åström, Barbro Alexson, Sigrid Hansson) | Edsbyns IF (Vera Åström, Barbro Alexson, Sigrid Hansson) | 2.27.09 | IF Thor       | IF Thor      | 2.27.52 | Arbrå IK    | Arbrå IK   | 2.30.38 |

### Webbkällor
- Svenska Skidförbundet